# Løgstørgade
Løgstørgade er en ca. 400 meter lang gade på Indre Østerbro i København. Den begynder ved Bopa Plads og Viborggade og fortsætter mod nordøst til Strandboulevarden.
Løgstørgade fik sit navn efter den jyske købstad i 1906. Navnet indgår i serien af gader, der har fået sit navn efter danske købstæder og andre større byer. Før da udgjorde en del af forløbet et stykke af den gamle Kalkbrænderivej.
Fra 1777 var Ny Kalkbrænderi placeret på den trekantede grund, der afgrænses af nuværende Århusgade, Løgstørgade og Strandboulevarden. Bygningen blev først nedrevet i 1915. Et relief af brænderiet ses over facaden til porten mellem Korsørgade 29 og 31, omtrent hvor porten fra syd ind til brænderiet lå.
Løgstørgade er karakteriseret ved, at den er den eneste gade, der i kvarteret løber på skrå blandt en masse andre gader, der ellers stort set alle er stik nord/syd- og øst/vest-vendte. Det afspejler indkørslen til kalkbrænderiet.

## Bebyggelser
I dag er der overvejende beboelse i 4-5 etager, med enkelte butikker, bl.a. en glarmester, en bager og en møntvask, der har ligget i de samme lokaler i mange år, møntvaskeriet er lukket i 2016 efter mere end 40 år og ombygget til lejlighed. Løgstørgade er blændet to steder, og der er ikke meget trafik i gaden. De mest markante bygninger ligger i den nordligste del af gaden, fx nr. 23-25, en karrébebyggelse af ældre dato, meget voluminøs i sit udtryk, bl.a. med et middelalderagtigt buttet stavkirkelignende tårn. I det hele taget er denne del af gaden overskudsagtig rent arkitekturmæssigt. Bl.a. en af Københavns fineste og mindste baggårde, på det nordøstligste gadehjørne. Her fører en bred port ind til en cylinderformet gård, der ikke fylder mange kvadratmeter. På begge sider af den er den kronet af små tårne med smalle vinduer. Det er kun bagindgangen der ligger ud mod Løgstørgade, formelt set er adressen Strandboulevarden 111.
Ejendommene på Bopa Plads har formelt adresse på Løgstørgade 2-10 og Viborggade 29. Der ligger to caféer, et møbelværksted og et gammel baggårds-hus, der huser arkitekter og selvstændige mindre virksomheder samt et kontorfællesskab. På Bopa Plads er der udendørsservering, petanquebaner, træer, genbrugscontainere, bænke og en legeplads med sjove redskaber i form af frugter og grøntsager. Disse huse som der er caféer i, er af ældre dato. De hører til noget af det ældste byggeri på Østerbro, opført lige efter det i 1852 blev tilladt at bygge uden for Voldene. Her lå i 1990'erne Café Prøven. Pladsen blev først lukket for trafik under en trafiksanering i 1975-77.
Svanemølleværket med dets karakteristiske tre skorstene ses som et point de vue for enden af Løgstørgade. Det er naturligvis en tilfældighed, eftersom gaden er anlagt længe inden Svanemølleværket, men det giver gaden en helt speciel karakter.
Midtvejs i gadeforløbet ligger Århus Plads med en kæmpestor temalegeplads, bl.a. med en model af Santa María og en kopi af et ansigterne fra Påskeøen. Det maritime islæt er sigende for bydelen, der ligger tæt på havet, uden at man bemærker det ret meget i det daglige.
Under Københavns bombardement i 1807 stod et af briternes støttepunkter, hvorfra de skød, netop her, omkring det nuværende kryds mellem Vordingborggade og Løgstørgade.
I Løgstørgade 19, kælderen boede tre medlemmer af bandet D-A-D (dengang Disneyland After Dark) (Jesper Binzer, Peter Lundholm Jensen, Stig Pedersen samt "det femte medlem" Torleif Hoppe), der i 1983 flyttede sammen i fire små mørke kælderlokaler. De boede der i fem-seks år.
Op gennem 1950'erne lå her mange forskellige små butikker, megen beboelse og enkelte industriforetagender; bl.a. Øbro Radio Service (i nr. 1), en skotøjsreperatør (13, kælderen), Løgstørgades ny Kolonial- & Vinlager (21K), "Københavns Marcipan- og Makronmassefabrik" og Nicaraguas Generalkonsulat (Begge i nr. 33, baggården) og frisørsalonen ”SalonCherri” (nr. 2).